# Lukavica (kanton sarajewski)
Lukavica – wieś w Bośni i Hercegowinie, w Federacji Bośni i Hercegowiny, w kantonie sarajewskim, w gminie Novo Sarajevo. W 2013 roku liczyła 831 mieszkańców, z czego większość stanowili Boszniacy.